# Nils Middelboe
Nils Middelboe (Brunnby (Zweden), 5 oktober 1887 – Frederiksberg, 21 september 1976) was een Deens voetballer, die speelde als middenvelder. Zijn oudere broer Kristian (1881) was ook actief als voetballer. Middelboe was later werkzaam als voetbalcoach en -scheidsrechter. Hij overleed op 88-jarige leeftijd.

## Clubcarrière
Middelboe kwam uit voor de Deense club Kjøbenhavns Boldklub en vertrok in 1913 naar Engeland, waar hij zich aansloot bij Chelsea FC. Middelboe werd daarmee de eerste buitenlandse speler van de club uit Londen. Hij maakte zijn debuut voor Chelsea op 15 november 1913 tegen Derby County op Stamford Bridge. Het duel eindigde in een 2-1 zege voor de thuisclub. Middelboe speelde 175 wedstrijden voor Chelsea en vertrok in 1923.

## Interlandcarrière
Middelboe speelde in totaal vijftien interlands voor de Deense nationale ploeg, waarmee hij in 1908 deelnam aan de Olympische Spelen in Londen. Daar won de selectie onder leiding van de Engelse bondscoach Charles Williams de zilveren medaille. In de finale, gespeeld op 24 oktober 1908 in het White City Stadium, bleek gastland Engeland met 2-0 te sterk. Vier jaar later was Middelboe eveneens van de partij bij de Olympische Spelen in Stockholm, waar hij andermaal beslag legde op de tweede plaats met de Deense ploeg. Hij trad bij dat toernooi op als aanvoerder. In 1920 deed hij voor de derde keer mee aan de Olympische Spelen.